# Сергіївське (Адигея)
Сергіївське (рос. Сергиевское; адиг. Сергиевскэр) — село Гіагінського району Адигеї Росії. Входить до складу Сергіївського сільського поселення.
Населення — 1344 особи (2015 рік).
Розташоване над річкою Фарс, притокою Лаби.